# Ventoso

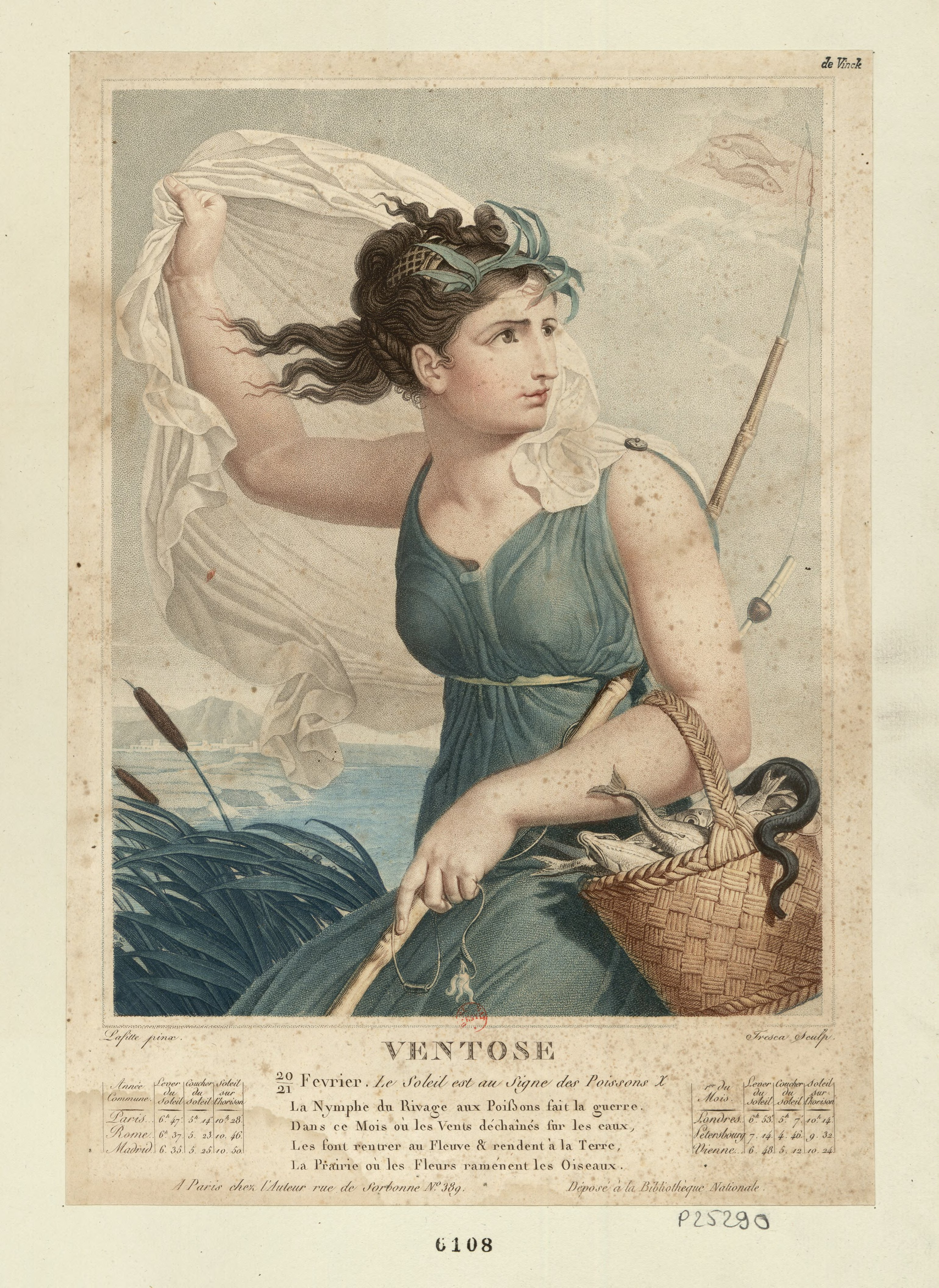
Alegoría de ventoso, de Louis Lafitte.

Ventoso (en francés Ventôse) es el nombre del sexto mes del calendario republicano francés, el tercero de la estación invernal, que dura desde el 19, 20 o 21 de febrero hasta el 19 o 20 de marzo, según el año. Coincide aproximadamente con el paso aparente del Sol por la constelación zodiacal de Piscis.
Es conocido por los llamados decretos de ventoso, tomados por la Convención Montañesa y por los que se requisaban los bienes de los sospechosos para ser repartidos entre los pobres.

## Tabla de conversión
| I. | II. | III. | V. | VI. | VII. |

| Febrero | 1793 | 1794 | 1795 | 1797 | 1798 | 1799 | Marzo |

| I. | II. | III. | V. | VI. | VII. |

| Febrero | 1793 | 1794 | 1795 | 1797 | 1798 | 1799 | Marzo |

| IV. |

| Febrero | 1796 | Marzo |

| IV. |

| Febrero | 1796 | Marzo |

| VIII. | IX. | X. | XI. | XIII. |

| Febrero | 1800 | 1801 | 1802 | 1803 | 1805 | Marzo |

| VIII. | IX. | X. | XI. | XIII. |

| Febrero | 1800 | 1801 | 1802 | 1803 | 1805 | Marzo |

| XII. |

| Febrero | 1804 | Marzo |

| XII. |

| Febrero | 1804 | Marzo |